# Muramvya (Provinz)
Muramvya (Alternativschreibung Muramuya) ist eine Provinz von Burundi. Ihre Hauptstadt heißt ebenfalls Muramvya. Bis 2002 gehörte auch die südlich angrenzende Provinz Mwaro zu Muramvya.
2007 hat Muramvya etwa 317.000 Einwohner.
Muramvya ist in die fünf Distrikte (communes) Bukeye, Kiganda, Mbuye, Muramvya und Rutegama eingeteilt.